# Walisische Badmintonmeisterschaft 1991
Die Walisische Badmintonmeisterschaft 1991 fand in Holyhead statt. Es war die 39. Austragung der nationalen Titelkämpfe im Badminton in Wales.

## Titelträger
| Disziplin    | Sieger                          |
| ------------ | ------------------------------- |
| Herreneinzel | Andrew Spencer                  |
| Dameneinzel  | Rachele Edwards                 |
| Herrendoppel | Andrew Spencer Lyndon Williams  |
| Damendoppel  | Sian Williams Hilary Tarleton   |
| Mixed        | Andrew Carlotti Hilary Tarleton |